# Pečniansky les
Pečnianský les (slovensky Pečniansky les) je chráněný areál v bratislavských městských částech Karlova Ves v okrese Bratislava IV a Petržalka v okrese Bratislava V v Bratislavském kraji. Území bylo vyhlášeno v roce 2012 a jeho rozloha je 295,35 hektaru. Předmětem ochrany jsou biotopy lužních lesů, přirozené eutrofní a mezotrofní stojaté vody s vegetací plovoucích a ponořených cévnatých rostlin a s výskytem bobra evropského (Castor fiber) a několik druhů netopýrů.